# Howard Rumsey
Howard Rumsey (7. listopadu 1917 Brawley, Kalifornie – 15. července 2015) byl americký jazzový kontrabasista. Nejprve se učil hrát na klavír, později přešel k bicím a nakonec přešel ke kontrabasu. Svou kariéru zahájil s různými lokálními hudebníky až se stal členem kapely Stana Kentona. V pozdějších letech hrál například s Charliem Barnetem a Barneyem Bigardem a následně se na čas přestal věnovat hudbě. Když se koncem čtyřicátých let vrátil, stal se členem domovské kapely v klubu Lighthouse Café.